# Liste der Baudenkmale in Elbe (Niedersachsen)
In der Liste der Baudenkmale in Elbe sind die Baudenkmale der niedersächsischen Gemeinde Elbe und ihrer Ortsteile aufgelistet. Der Stand der Liste ist der 31. Januar 2021. Die Quelle der Baudenkmale ist der Denkmalatlas Niedersachsen.

## Allgemein
In den Spalten befinden sich folgende Informationen:
- Lage: die Adresse des Baudenkmales und die geographischen Koordinaten. Kartenansicht, um Koordinaten zu setzen. In der Kartenansicht sind Baudenkmale ohne Koordinaten mit einem roten Marker dargestellt und können in der Karte gesetzt werden. Baudenkmale ohne Bild sind mit einem blauen Marker gekennzeichnet, Baudenkmale mit Bild mit einem grünen Marker.
- Bezeichnung: Bezeichnung des Baudenkmales
- Beschreibung: die Beschreibung des Baudenkmales. Unter § 3 Abs. 2 NDSchG werden Einzeldenkmale und unter § 3 Abs. 3 NDSchG Gruppen baulicher Anlagen und deren Bestandteile ausgewiesen.
- ID: die Objekt-ID des Baudenkmales
- Bild: ein Bild des Baudenkmales, ggf. zusätzlich mit einem Link zu weiteren Fotos des Baudenkmals im Medienarchiv Wikimedia Commons. Wenn man auf das Kamerasymbol klickt, können Fotos zu Baudenkmalen aus dieser Liste hochgeladen werden:

## Groß Elbe

### Gruppe: Kirchhof Groß Elbe
Die Gruppe „Kirchhof Groß Elbe“ hat die ID 33966768.

| Lage                                     | Bezeichnung | Beschreibung         | ID       | Bild |
| ---------------------------------------- | ----------- | -------------------- | -------- | ---- |
| Kirchstraße 4 52° 5′ 25″ N, 10° 16′ 4″ O | Kirche      | St. Martin Groß Elbe | 34089277 |      |
| Kirchstraße 4 52° 5′ 25″ N, 10° 16′ 4″ O | Kirchhof    |                      | 34089302 | BW   |

### Gruppe: Kriegergedenkstätte Groß Elbe
Die Gruppe „Kriegergedenkstätte Groß Elbe“ hat die ID 33966785.

| Lage                                    | Bezeichnung    | Beschreibung | ID       | Bild |
| --------------------------------------- | -------------- | ------------ | -------- | ---- |
| Steinstraße 52° 5′ 16″ N, 10° 16′ 0″ O  | Kriegerdenkmal |              | 34089396 | BW   |
| Steinstraße 52° 5′ 16″ N, 10° 15′ 59″ O | Gedenkstätte   |              | 34089418 | BW   |

### Einzelbaudenkmale
| Lage                                     | Bezeichnung              | Beschreibung | ID       | Bild |
| ---------------------------------------- | ------------------------ | ------------ | -------- | ---- |
| Kirchstraße 7 52° 5′ 27″ N, 10° 16′ 0″ O | Wohn-/Wirtschaftsgebäude |              | 34089349 | BW   |
| Kirchstraße 6 52° 5′ 26″ N, 10° 16′ 1″ O | Wohn-/Wirtschaftsgebäude |              | 34089326 | BW   |
| Dammstraße 3 52° 5′ 18″ N, 10° 16′ 8″ O  | Wohnhaus                 |              | 34089256 | BW   |

## Gustedt

### Einzelbaudenkmale
| Lage                                     | Bezeichnung  | Beschreibung           | ID       | Bild |
| ---------------------------------------- | ------------ | ---------------------- | -------- | ---- |
| Dorfstraße 20 52° 5′ 40″ N, 10° 18′ 5″ O | Kirche       | Christuskirche Gustedt | 34089461 |      |
| Kirchweg 1 52° 5′ 40″ N, 10° 18′ 8″ O    | Wohnhaus     |                        | 34089486 | BW   |
| Dorfstraße 52° 5′ 40″ N, 10° 18′ 5″ O    | Gedenkstätte |                        | 34089440 |      |

## Klein Elbe

### Gruppe: Hofanlage Hauptstraße 2
Die Gruppe „Hofanlage Hauptstraße 2“ hat die ID 33966818.

| Lage                                      | Bezeichnung        | Beschreibung | ID       | Bild |
| ----------------------------------------- | ------------------ | ------------ | -------- | ---- |
| Hauptstraße 2 52° 4′ 35″ N, 10° 15′ 39″ O | Wohnhaus           |              | 34089534 |      |
| Hauptstraße 2 52° 4′ 33″ N, 10° 15′ 39″ O | Wirtschaftsgebäude |              | 34089582 | BW   |
| Hauptstraße 2 52° 4′ 34″ N, 10° 15′ 41″ O | Scheune            |              | 34089558 | BW   |

### Gruppe: Kirchhof Klein Elbe
Die Gruppe „Kirchhof Klein Elbe“ hat die ID 33966801.

| Lage                                      | Bezeichnung | Beschreibung | ID       | Bild |
| ----------------------------------------- | ----------- | ------------ | -------- | ---- |
| Hauptstraße 6 52° 4′ 37″ N, 10° 15′ 44″ O | Kirche      | St. Nikolaus | 34089607 |      |
| Hauptstraße 6 52° 4′ 37″ N, 10° 15′ 44″ O | Kirchhof    |              | 34089632 | BW   |